# Robert Alicki
Robert Alicki (ur. 12 września 1951 r. w Toruniu) – polski uczony, fizyk, profesor nauk fizycznych. Były dziekan Wydziału Matematyki i Fizyki Uniwersytetu Gdańskiego. Obecnie pracuje jako profesor w Międzynarodowym Centrum Teorii Technologii Kwantowych.

## Życiorys
W 1974 r. obronił pracę magisterską. Doktoryzował się w 1977 r., zaś habilitację uzyskał w 1983. Tytuł profesora otrzymał 17 kwietnia 1992 r.
Pod jego opieką tytuł doktora w latach 1997-2016 uzyskało 5 osób, w tym prof. Danuta Makowiec.
Jest autorem ok. 120 publikacji naukowych oraz współautorem trzech monografii.
Wraz z Alejandro Jenkinsem stworzył pracę tłumaczącą zasady działaniu mechanizmu elektryzowania się ciał (zjawiska tryboelektryczności) z punktu widzenia fizyki kwantowej.

## Nagrody i wyróżnienia
W latach 1981–1983 był laureatem Stypendium Humboldta. W 1978 oraz 1984 otrzymał Nagrodę Ministra Edukacji Narodowej. Otrzymał ponadto stypendium Fundacji Kościuszkowskiej.
Jest członkiem International Association of Mathematical Physics, Societas Humboldtiana Polonorum oraz Gdańskiego Towarzystwa Naukowego.